# تأثيرات الحرمان من النوم على الأداء المعرفي
قُدرت نسبة معاناة البالغين من أحد أشكال الحرمان من النوم بأكثر من 20%. يعتبر الأرق والحرمان من النوم من الأعراض الشائعة للاكتئاب وقد تكون مؤشرات لاضطرابات نفسية أخرى. قد ينجم عن عواقب عدم الحصول على قسط كافٍ من النوم نتائج مباشرة؛ ليس فقط على صحة الفرد، بل وعلى صحة الأشخاص من حوله لأن الحرمان من النوم يرفع من خطر الخطأ البشري المرتبط بالحوادث، وبشكل خاص المهمات المعتمدة على اليقظة التي تشمل 

## الانتباه

### لركائز العصبية
تشارك الفصوص الجدارية الدماغية بشكل كبير في عملية الانتباه. وينتج عن الآفات التي تصيب هذه المناطق من الدماغ البشري صعوبة أو عجز في حدثيات الجهة المقابلة لنصف الكرة المخية المصاب. يواجه المصابون بآفات خلف الفص الجداري صعوبة خفيفة أو قد لا يواجهون أي صعوبة في نقل الانتباه من وإلى المنبهات التي تظهر في نفس جهة نصف الكرة المخية المصابة. ويُظهرون أيضًا استجابة بطيئة في نقل تركيزهم على انتباه معين للأحداث والمنبهات التي تظهر في الجهة المقابلة لنصف الكرة المخية المصابة.
تشير الدراسات التي تشمل تسجيلات الوحدة المفردة للفصوص الجدارية عند القردة لوجود عصبونات تشارك بشكل فردي في دمج المعلومات المكانية البصرية مع معلومات الوضعة. سيكون من الصعب إن لم يكن من المستحيل تحديد موقع الأشياء في النطاق الخارجي، دون ذلك الاشتراك الظاهري للمعلومات المكانية، فالمعلومات الواردة من الشبكية وحدها لا تفي بالغرض. يجب أن يؤخذ بعين الاعتبار أيضًا وضعية العينين والرأس والجسم.
وبشكل إضافي، تشير الدراسات التي تشمل التحفيز المغناطيسي للدماغ المطبق على الفصوص الجدارية وكذلك تحليلات التصوير المقطعي بالإصدار البوزيتروني للفصوص الجدارية لمساهمة تلك المناطق في الأبحاث المشتركة، دون مشاركتها في الأبحاث المفردة. (انظر أيضًا البحث المرئي لمعلومات إضافية.)

### الانتباه السمعي

موقع القشرة السمعية الأولية في الدماغ (باللون الأرجواني) والتي يعرف تفاعلها مع جميع المناطق الواضحة في هذا الرسم المُحرّك.

اختُبر الانتباه السمعي المرتبط بالحرمان من النوم. اختبر الباحثون الانتباه السمعي لاثني عشر متطوع لم يُحرموا من النوم واثني عشر آخرين حُرموا من النوم في مجالات زمنية مختلفة. طُلب من المتطوعين القيام بمهمة انتباه سمعية، التي تحتاج لإعادة إنتاج العلاقات المكانية بين أربعة أحرف، باستخدام مخطط مؤلف من ستة مربعات، باتباع تقديم عنصر ما من مسجل الأشرطة. وُجد بأن الانتباه السمعي عند الأفراد المحرومين من النوم يتأثر بازدياد النسبة الإجمالية للحرمان من النوم، من المحتمل أن يكون ذلك بسبب تصور اليقظة المخفض.

### الانتباه المنقسم
أظهر التفريس باستخدام التصوير الرنين المغناطيسي الوظيفي لأدمغة المتطوعين الذين حُرموا من النوم 35 ساعة ارتباط الحرمان من النوم بزيادة في نشاط القشرة أمام الجبهية والفص الجداري خلال القيام بالمهام التي تجمع التعلم اللفظي والحساب. إذ يظهر ذلك على وجه الخصوص في نصف الكرة المخية الأيمن. وأظهر نشاطًا في القشرة الحزمية الأمامية والقشرة أمام الجبهية اليمنى عند المتطوعين الذين لم يعانوا حرمانًا من النوم خلال القيام بمهام التعلم اللفظي والحساب. وأظهر نشاطًا متزايدًا في التلفيف الجبهي الخلفي الأيسر والفصوص الجدارية ثنائية الجانب عند الحرمان من النوم اللاحق لذلك. تشير هذه المعلومات أن مهمات الانتباه المنقسم تحتاج مصادر انتباه أكثر من تلك التي يحتاجها المتطوعين الذي لم يعانوا حرمانًا من النوم بشكل طبيعي.

### الانتباه ذو المنشأ الداخلي والخارجي
وجدت الدراسات التي اعتمدت على سجلات معيار الكمون المرتبط بالحدث أن الحرمان من النوم 24 ساعة يخفض من استجابة المعيار لمدخلات الإشارات داخلية المنشأ، دون الإشارات خارجية المنشأ. وبالتالي، يؤثر الحرمان من النوم على الانتباه داخلي المنشأ بشكل انتقائي إلى حد كبير جدًا من الانتباه خارجي المنشأ.

### الانتباه الانتقائي
يؤثر الحرمان من النوم 24 ساعة على التوصيل الوظيفي بين المنطقة الجدارية الجبهية السفلية والباحة المجاورة للحصين. ومع ذلك، لا يؤثر الحرمان من النوم على معامل تعديل الانتباه للباحة المجاورة للحصين. استنتج الباحثون وفقًا لهذه المعلومات، اشتراك التفاعلات الفسيولوجية النفسية (بّي بّي آي) في الانتباه الانتقائي بشكل أكبر من المنطقة الجدارية الجبهية السفلية والباحة المجاورة للحصين.
وجد الباحثون اشتراك كل من الانتباه والحرمان من النوم في تعديل نشاط ومعالجة الباحة المجاورة للحصين للمشهد. وبشكل خاص، ارتبط الحرمان من النوم بانخفاض في نشاط الباحة المجاورة للحصين خلال مشاهدة المشاهد وعند تجاهل المشاهد. سبب ذلك غياب التغير في معامل تعديل الانتباه (إيه إم آي). لا يتأثر التعرف على الوجوه بالحرمان من النوم.
يؤثر الحرمان من النوم بشكل سلبي على سرعة تصنيف الصور ودقتها وعلى ذاكرة التعرف. ينجم ذلك عن عجز في تجاهل متابعة المعلومات عديمة الصلة التي تظهر خلال المهام المتعلقة بالانتباه. ويخفض ذلك من نشاط الباحة البصرية الباطنة ومناطق التحكم الجدارية الجبهية أيضًا.

### الانتباه الإشرافي
أجريت العديد من الدراسات حول أداء المتطوعين المحرومين من النوم في اختبارات زمن الاستجابة للخيارات، إذ تتثبط الاستجابة، بالإضافة لدراسات حول مهارة التبديل بين المهام واستراتيجية المهام، وحُللت نتائجها. تساهم تلك العمليات المعرفية الثلاث بشكل رئيسي في العمليات التي تتطلب انتباهًا إشرافيًا، والذي يعرف على أنه سلوك يظهر خلال انتقاء وتنفيذ التخطيطات. لم يظهر المتطوعون بعد ليلة كاملة من الحرمان من النوم أي تدهور في التبديل بين المهام أو في الاستجابة المثبطة للأداء. ومع ذلك، أثر الحرمان من النوم على قدرة استخدام التحيزات الأولية لزيادة سرعة الأداء. إذ تكابد مصادر الدماغ المعرفية عناءً فعالًا من أجل النجاح في المهام الصعبة عندما تُخضع للحرمان من النوم، ويصبح ذلك العجز واضحًا في المهام التي تتطلب تحيزًا أوليًا.

### الانتباه البصري المكاني
العجز في الأداء المعرفي الناجم عن الامتناع المستمر عن النوم ليس مفهومًا بشكل جيد. ومع ذلك، هنالك دراسات تبحث في التيقظ الفسيولوجي للدماغ المحروم من النوم. خضع المشاركون، الذين مُنعوا من النوم بنسبة 33% من القيمة الإجمالية للنوم خلال أسبوع واحد، لاختبارات زمن الاستجابة. حُللت نتائج تلك الاختبارات باستخدام تحليلات تخطيط أمواج الدماغ الكمي. أشارت النتائج لتأثر المناطق الجبهية من الدماغ أولًا، بينما يبقى نشاط المناطق الجدارية إلى أن تصبح تأثيرات الحرمان من النوم شديدة بشكل أكبر، وقد حدث ذلك في نهاية الأسبوع تقريبًا. وبشكل إضافي، أظهرت تحليلات تخطيط أمواج الدماغ ومعيار الكمون المرتبط بالحدث أن العجز الوظيفي يكون واضحًا بشكل أكبر في نصف الكرة المخية غير المسيطر مقارنةً مع نصف الكرة المخية المسيطر.

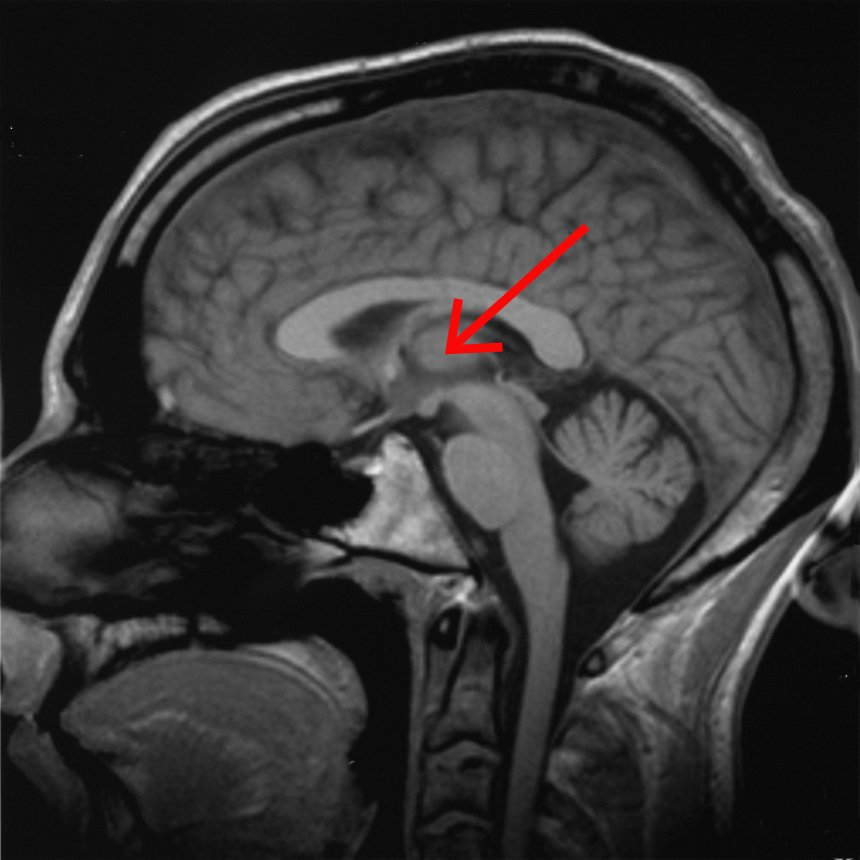
المهاد.

دُرست تأثيرات الحرمان من النوم على الأداء المعرفي من خلال استخدام مهام معادلة للانتباه البصري. استُخدم التصور بالرنين المغناطيسي الوظيفي لأدمغة المشاركين الذي قاموا بأداء مهام متابعة الكرة بمختلف مستويات الصعوبة. أُخذت تلك الصور خلال اليقظة في وقت الراحة ومجددًا بعد ليلة حرمان من النوم. لوحظ وجود نشاط أكبر في المهاد عند الحرمان من النوم من نشاطه عندما يكون المتطوع في حالة الراحة اليقظة. وبشكل متناقض، يزداد نشاط المهاد خلال المهام الصعبة في حالة الراحة اليقظة، وليس خلال حالة الحرمان من النوم. اقترح الباحثون أن تنشيط المصادر المهادية، والتي تتنشط بشكل طبيعي خلال أداء المهام الصعبة، هو محاولة للحفاظ على اليقظة خلال حالات الحرمان من النوم. وبشكل إضافي، تتعلق زيادة النشاط المهادي بانخفاض في نشاط القشرة الجدارية والقشرة ما قبل الجبهية والقشرة الحزامية، ما يؤثر على التنفيذ الكلي للشبكات الانتباهية، التي تعتبر ضرورية لأداء الانتباه البصري المكاني.
تشير دراسات التصوير بالرنين المغناطيسي الوظيفي لمساهمة القشرة الحزامية الخلفية والقشرة ما قبل الجبهية المتوسطة في التخصيص المسبق للانتباه المكاني. خلال الحرمان من النوم، ينخفض نشاط القشرة الحزامية الخلفية، ما يضعف الانتباه الانتقائي. خضع المتطوعون لمهام تبديل الانتباه التي تتضمن معلومات مكانية ذات قيمة ومعلومات مضللة ومعلومات غير مهمة بشكل مسبق للتنبيهات. خلال الحرمان من النوم، أظهر المتطوعون ارتفاعًا في نشاط الثلم داخل الفص الجداري الأيسر. تتنشط هذه المنطقة عندما تتعرض لمنبهات في مواقع غير متوقعة. تشير هذه النتائج بأن الأفراد الذين يعانون حرمانًا من النوم قد يواجهون ضعفًا في تحديد مواقع الحدثيات القادمة. بالإضافة إلى أن الحرمان من النوم قد يسبب عجزًا في تجاهل متابعة الأحداث عديمة الصلة.
وعلى النقيض من ذلك، تشير دراسات أخرى إلى أن تأثيرات الحرمان من النوم على الأداء المعرفي، وبشكل خاص، الانتباه البصري المستمر، هي أكثر عالمية وثنائية الجانب في الطبيعة، عوضًا عن تفسيرات العجز المرتبطة بجانب واحد دون الآخر. في دراسة استخدمت فيها مهام تصور الاختيار البصري، خضع المتطوعون لمنبهات تظهر في مواقع متعددة في المجال البصري. أشارت النتائج أن الحرمان من النوم ينجم عنه تدهور في الانتباه البصري. بالإضافة إلى أن الدماغ المحروم من النوم قادر على المحافظة على مستوى محدد من الأداء المعرفي خلال القيام بمهام تتطلب انتباهًا منقسمًا عبر توظيف مناطق قشرية إضافية لا تستخدم في الحالة الطبيعية لأداء تلك المهام.